# Génération de leads
 (novembre 2014).
Si vous disposez d'ouvrages ou d'articles de référence ou si vous connaissez des sites web de qualité traitant du thème abordé ici, merci de compléter l'article en donnant les références utiles à sa vérifiabilité et en les liant à la section « Notes et références ».
La génération de leads, également connue sous le terme anglais "lead generation" et couramment abrégée en "leadgen", désigne le processus de création, génération et de gestion des prospects. Les prospects sont des contacts que l'on espère convertir en clients potentiels, qu'ils soient des professionnels ou des particuliers, pour les produits ou services d’une entreprise.  

## Principe
Le lead peut prendre différentes formes : demande d’information par téléphone ou par formulaire papier ou électronique, clic à la suite d'un publipostage ou d'une proposition de téléchargement de document, inscription et/ou participation à des événements web ou à un salon commercial, réponse à une offre promotionnelle, signaux sous-jacents dont l’interprétation permet de conclure à un lead (déménagement, recrutement/licenciement, création de société, fusion/acquisition…).
La notion de "lead" est souvent associée à une opportunité d'acquisition, bien que dans le contexte anglo-saxon, il s'agisse principalement des coordonnées d'un prospect ayant manifesté un intérêt, qu'il soit faible ou fort.
Lorsque le lead a été généré, s’ensuit une action commerciale menée par le détenteur de ce lead (le fournisseur).
La génération de leads correspond à la prestation qui permet de produire des leads. 
Toute entreprise peut générer elle-même des leads via des opérations de marketing direct, de marketing digital ou de télémarketing.
Il existe des entreprises spécialisées dans la génération de leads et dans l'acquisition de leads.
Dans le BtoB, il existe de nombreuses solutions :
- des plateformes de mise en relation ;
- des agences spécialisées en acquisition ou en génération ;
- des éditeurs.

La génération de lead est la première étape du lead management qui consiste à générer des lead puis à les convertir en vente. Ce processus, géré par le lead manager, se déroule en quatre étapes :
1. La génération de lead grâce à diverses sources de trafic.
2. L'éducation (ou nurturing) des leads marketing (qui consiste à éduquer le lead dans la compréhension de son problème et des solutions à envisager).
3. La qualification des leads (transformant un lead en lead qualifié)
  1. Marketing : permet d'identifier la maturité du lead à travers des comportements (ouvertures d'emails, téléchargements de contenu, ...)
  2. Commerciale : permet d'identifier si le lead est en adéquation avec les services / produits vendus.
4. La transformation des leads qualifiés en ventes

## Fonctionnement
Il existe également des offres de génération de leads mutualisés, où un prospect fait une demande d’information en sachant que ses coordonnées seront partagées avec plusieurs fournisseurs. Cette approche repose sur l'idée que recevoir plusieurs propositions permet de mieux comparer et de stimuler la concurrence. Les prestataires ne divulguent généralement pas d'informations sur les entreprises et agissent simplement en tant qu'intermédiaires. Ces leads sont souvent générés à partir de sites web proposant des ressources telles que des livres blancs, des modèles de cahier des charges, ou des services de demande de devis mutualisés, principalement dans des secteurs d'activité spécifiques tels que l'implantation d'entreprises, l'informatique, le BTP, l'équipement d'entreprise, les services aux entreprises et aux particuliers.
L’objectif d’une prestation de génération de leads est d’obtenir un retour sur investissement significatif.
La productivité constatée sur les différents canaux est la suivante selon 2009, une agence de génération de leads spécialisée sur le marché de l’informatique :
- marketing traditionnel (prospectus, édition publicitaire) : faible ;
- marketing direct (emailing, sms) : élevée
- marketing téléphonique : élevée ;
- media réponse (presse, radio, télévision) : faible ;
- plateforme de mise en relation : forte ;
- Internet (achat d’espace, emailing, liens sponsorisés, web 2.0) : élevée ;
- salon : faible.
- digital marketing : génération de leads via Facebook , Google , Taboola , Lebonlead , Outbrain , Youtube...

Généralement, les leads sont insérés dans un CRM afin de mettre en place un système d’analyse et d’envoi multiple d’emails automatisé. Cette méthode s’appelle le marketing automation. Grâce à ce type d’outil, il est possible de faire des analyses sur le long terme et d’établir un buyer persona.
Cela permet de savoir quels sont les canaux d’acquisition qui génèrent le plus de leads et donc d’ajuster son investissement. L’objectif est de pouvoir générer des leads périodiquement afin de créer un modèle prédictif qui s'adapte au secteur d'activité cible.